# Scytodes rubra
Scytodes rubra is een spinnensoort uit de familie van de lijmspuiters (Scytodidae).
De wetenschappelijke naam van de soort werd in 1937 gepubliceerd door Reginald Frederick Lawrence.